# فيصل أحمد
فيصل أحمد هو ممثل صومالي، ولد في 1985.

## أعمال

### أفلام
- (2013) القبطان فيليبس

## وصلات خارجية
- فيصل أحمد على موقع IMDb (الإنجليزية)
- فيصل أحمد على موقع قاعدة بيانات الفيلم (الإنجليزية)